# 臺東縣消防局
台東縣消防局為台灣台東縣境內為高之消防行政單位，隸屬於臺東縣政府，於1998年11月16日成立，負責臺東縣內所有的消防救災事宜以及縣內所有消防行政、人事、教育及訓練等事務。臺東縣消防局下轄有4個大隊與多個處室單位，其本部辦公大樓位於臺東市四維路二段100號。

## 历史沿革
臺東縣消防局最初與臺灣其他縣市之消防單位一樣，皆隸屬於警政系統之下；。1994年，行政院開始實行警察和消防分立政策，讓真正專業的消防員獨立運作，各縣市原隸屬在警察單位之下的消防組織相繼成立各消防組織。其中，臺東縣的消防組織於1998年11月16日正式獨立，成立臺東縣消防局，第一任局長由管建興出任。
1999年，臺東縣消防局正式成立臺灣東部地區第一支專責救護隊。不過成立之初，礙於人力不足的狀況，當時大部分的救護出勤都是由一位正職消防員搭配一位消防替代役來為傷病患服務。
2001年，臺東縣消防局成立特別搜救大隊，成立初始人員共編制34名消防救災人員，其中包括16名正職消防人員以及18名義消。2005年，特搜大隊編制人員成長至73人，其中包括37名正職消防人員、30名義消、醫師3名，以及土木結構技師2人。
2005年9月，臺東縣消防局特搜大隊獲得內政部消防署評定具有「國際級」搜救能力，往後可派員協助參與國際救援任務。

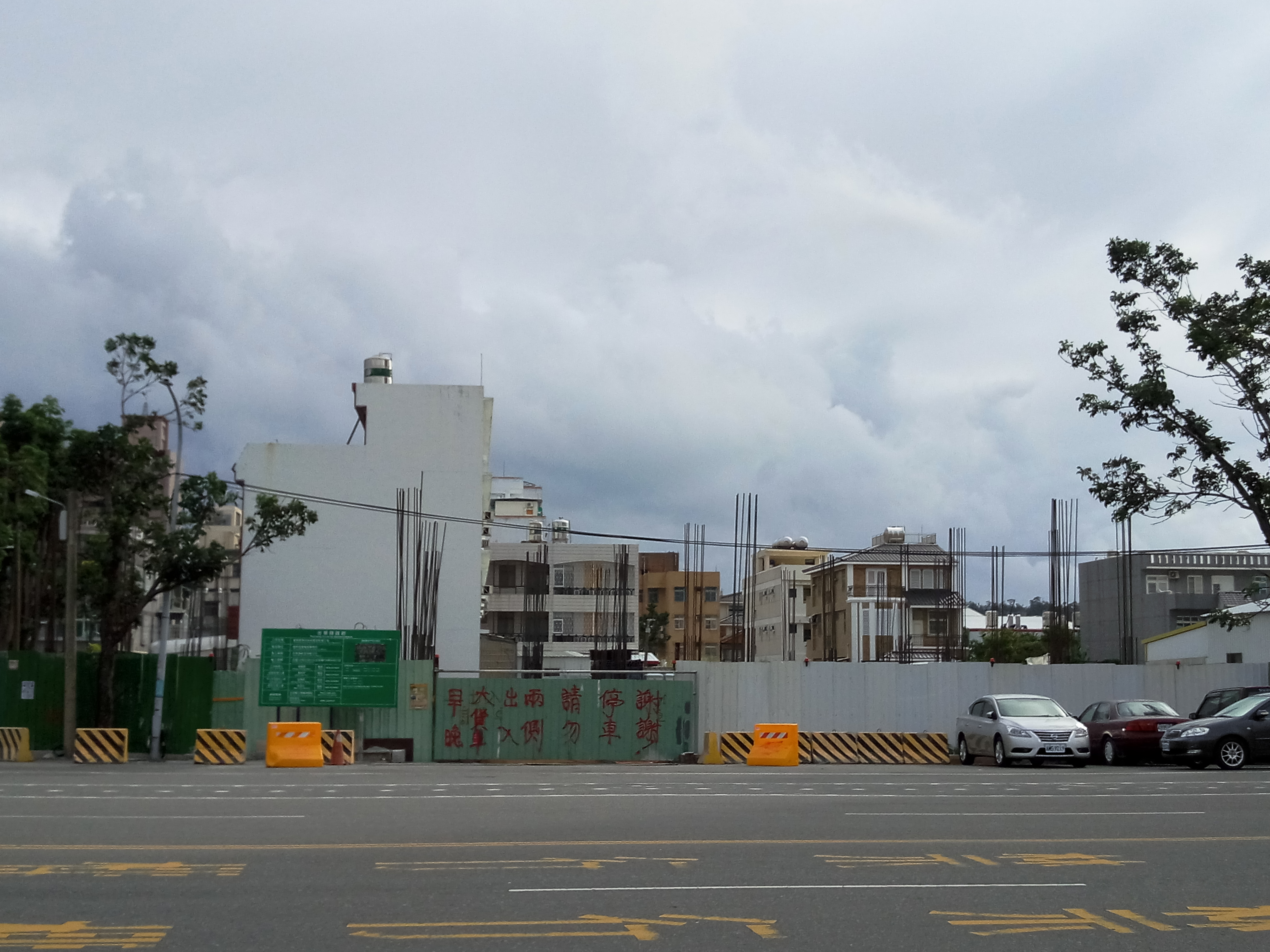
臺東縣消防局舊址，現已拆除另作用途

2004年4月1日下午6時02分，臺東縣境內發生芮氏規模6.4的地震，臺東市震度達到6級，市區多處建築發生龜烈狀況。其中，位於臺東市四維路三段1號的臺東縣消防局局本部與臺東分隊的辦公廳受災慘重，一樓與二樓多處磁磚掉落、梁柱龜裂、玻璃擠壓變形破裂等狀況，使得該棟建築成為危樓；消防局內的人員也在地震過後立即將廳內停放的救災車輛開出大樓，以免建築倒塌壓毀器材。而頓時失去辦公廳的臺東大隊成員及設備則暫時移至南王分隊3樓共同使用辦公廳舍。特別搜救大隊之設備則暫時借駐位於新生路與博愛路十字路口旁的臺東縣稅捐稽徵處舊址大樓（又稱臺東洞洞館）。
2011年10月21日，臺東消防局全新的辦公大樓正式落成，新址選在四維路二段100號，總新建工程經費為新臺幣2,600萬元，總樓地板面積1,288平方公尺，其中，地上建築部分有2層供給台東大隊、特搜分隊以及義消大隊作為辦公、教育訓練、會議及消防車庫等使用。
2016年5月初，臺東市區光明路與中山路之間民宅發生嚴重火災，並波及沿路其他店家民宅，當時臺東縣消防局緊急派員前往灌救。然而，到場的雲梯車皆傳出故障，而臺東縣全縣僅有3輛雲梯車，其中兩輛早已提報故障，等於當時全縣皆無能夠正常操作之雲梯車可進行救災。使得災後出現民眾質疑消防局救災不力等聲浪。
對此，臺東縣消防局長表示，臺東縣消防局目前共有3輛雲梯車，其中一輛車齡最久已有17年，並且其中一輛在2016年2月時就已故障，另1輛則在4月發生故障，當時都已報請廠商維修。然而因為技術工程師及零件都需從國外調度，因此火災發生當下仍未修復，而唯一一輛能夠正常出勤的雲梯車配屬在知本分隊，在火災當晚也到場支援，但到場後卻突發電器故障而無法使用，經現場消防人員緊急故障排除完成修復後即立刻投入救災。
2019年1月臺東縣消防局因應臺9線南迴公路後續改善計畫中連結臺東縣安朔與屏東縣草埔長4.6公里的草埔隧道即將通車，計畫於隧道北口成立隧道分隊，並利用民國107至108年度消防局補助款項新臺幣1億3千多萬，購置排煙車等多項隧道救援專門設備與機具。

## 組織架構

### 直屬大隊／分隊
共分有4支大隊、25支分隊以及一支特種搜救隊。
- 臺東救災救護大隊：隊總部設於臺東市四維路二段100號[1]。
  - 臺東分隊
  - 卑南分隊
  - 南王分隊
  - 知本分隊
  - 豐田分隊
  - 大豐分隊
  - 綠島分隊
  - 蘭嶼分隊
  - 特種搜救隊
- 關山救災救護大隊：隊總部設於關山鎮隆盛路99號[1]。
  - 關山分隊
  - 池上分隊
  - 海端分隊
  - 利稻分隊
  - 鹿野分隊
  - 延平分隊
- 成功救災救護大隊：隊總部設於成功鎮中華路8號1樓[1]。
  - 成功分隊
  - 長濱分隊
  - 東河分隊
  - 泰源分隊
  - 都蘭分隊
- 大武救災救護大隊：隊總部設於太麻里鄉泰和村泰王路36號[1]。
  - 大武分隊
  - 大溪分隊
  - 太麻里分隊
  - 金鋒分隊
  - 達仁分隊

## 歷任首長
| 1 | 管建興 | 1998年11月16日 - |

## 臺東災害警覺教育館

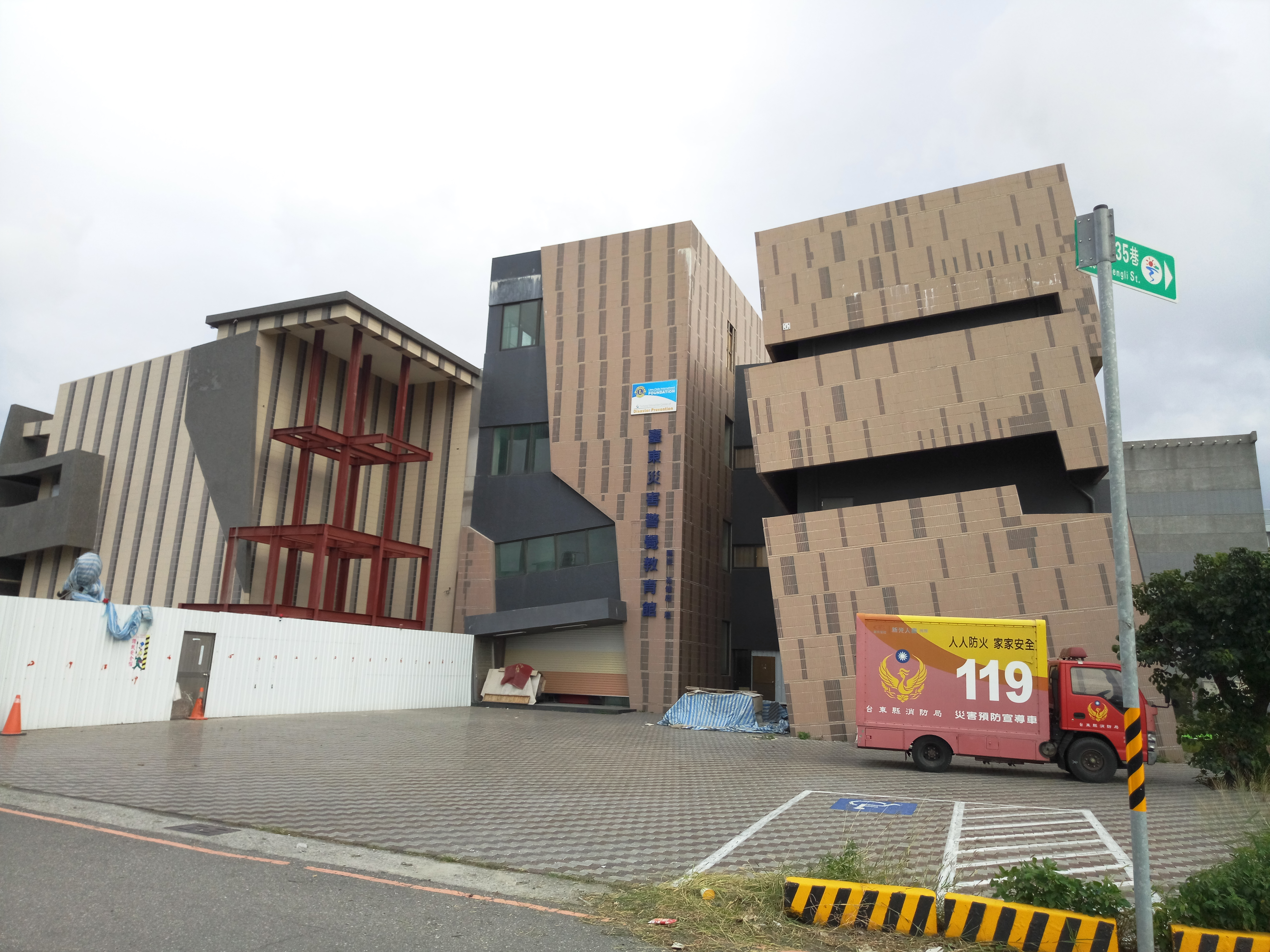
臺東災害警覺教育館

鑒於2009年莫拉克颱風造成之八八風災使得臺東縣境內災情慘重，國際獅子會自費於臺東縣消防局新址旁興建臺東災害警覺教育館，並在2013年捐贈給臺東縣政府，並由臺東縣消防局代為營運，作為讓民眾了解並學習防火防災教育使用。臺東災害警覺教育館於2014年4月10日正式開始對外營運，位於臺東縣臺東市四維路二段150號，並計畫在2016年前完成館內的整體展示設施。
臺東災害警覺教育館共分有四層樓的展示區域，包含展示各大災害歷程，救援事蹟等的大廳，以及視聽簡報室、辦公接待服務室等。二樓展示廳中，設有電腦防災互動區、居家防火宣導區、液化石油氣及燃氣熱水器宣導區、爆竹煙火宣導區，以及緩降機操作區等。三樓展示廳共建置有災害通報展示區、防災宣導區、防溺及登山安全宣導區，以及救護訓練區等。四樓展示廳則設置濃煙體驗區，以及四樓物外的室內消防栓及滅火訓練區。
臺東災害警覺教育館之編制方面，設有館長一人，館長由臺東縣消防局災害預防科業務承辦科長兼任，館長之下分有管理員2人、解說服務志工團10人、以及負責設備解說操作與現場安全維護的臺東分隊人員。
2016年1月27日，臺東縣消防局舉行臺東災害警覺教育館第二期新建工程動土典禮，預計2016年底完工。

## 資料來源
1. 1 2 3 4 5 6 7  . 臺東縣消防局.   [2016-12-31]. （原始内容存档于2020-08-09）.
2. ↑  . 內政部消防署. 2014-04-23  [2016-12-31]. （原始内容存档于2016-11-28）.
3. 1 2  管建興、荊偉泰、鄭宏熙.  (PDF). 中華緊急救護員協會. 2014  [2016-12-31]. （原始内容 (PDF)存档于2017-01-11）.
4. 1 2 3  盧太城. . 大紀元. 2005-09-05  [2016-12-31].
5. 1 2  盧太城. . 大紀元. 2005-04-01  [2016-12-31]. （原始内容存档于2006-04-09）.
6. 1 2  韓智先、劉錦源. . TVBS. 2006-04-02  [2016-12-31].[]
7. 1 2  . 臺東縣政府. 2011-10-21  [2016-12-31].[]
8. 1 2 3  張存薇. . 自由時報. 2016-05-16  [2016-12-31]. （原始内容存档于2018-12-16）.
9. 1 2  潘俊偉. . 聯合報. 2016-05-09  [2016-12-31].[]
10. ↑  . Yahoo新聞. 2019-01-23  [2019-01-24]. （原始内容存档于2019-01-23）.
11. ↑  組織架構 （页面存档备份，存于）.臺東縣消防局.2018-12-28
12. ↑  首長專區 （页面存档备份，存于）.臺東縣消防局.2019-01-20
13. 1 2 3 4 5  . 臺東縣消防局.   [2016-12-31]. （原始内容存档于2017-03-18）.
14. . 臺東縣政府. 2014-07-18  [2016-12-31]. （原始内容存档于2020-08-05）.

## 外部連結
- 臺東縣消防局 （页面存档备份，存于）（繁體中文）
- 臺東縣消防局的Facebook專頁